# Santa Cruz de Mao

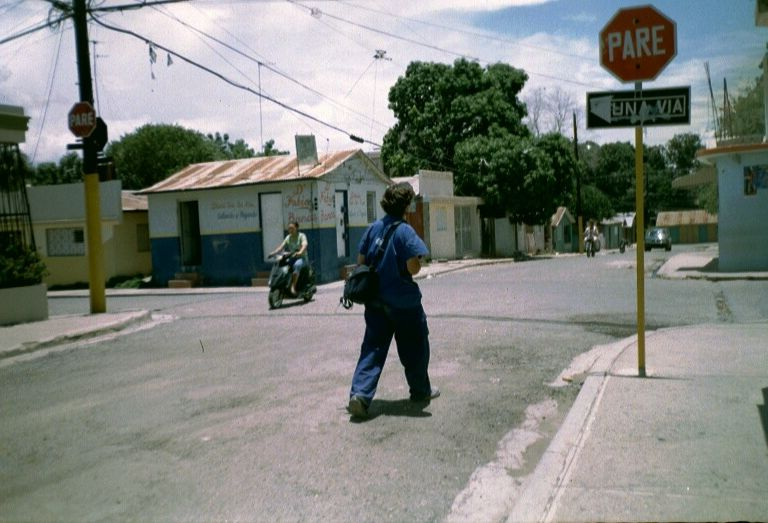
Paisagem de Mao

Santa Cruz de Mao (ou simplesmente Mao) é um município da República Dominicana e capital da província de Valverde.

## Características
É uma cidade que tem sua principal fonte econômica na agricultura, graças ao sistema de canais de irrigação ali instalados.
A palavra Mao é de origem taíno e significa "terra entre rios", já que a cidade de Mao é rodeada pelo rio do mesmo nome (a sudoeste) e pelo rio Yaque del Norte, justamente ao norte e ainda pelo rio Gurabo, a oeste.

## Histórico
A cidade de Mao foi oficialmente erigida a Município no dia 10 de Julho de 1882, mediante decreto de número 2.038, do então presidente Fernando Arturo Meriño.

## Economia
A cidade foi palco das primeiras plantações de arroz em solo dominicano, graças ao belga Monsieur Bogaert e a seu filho, Alberto Bogaert - que se instalaram numa área de 10 tarefas de terra no ano de 1919, dando início a este cultivo que hoje é a principal atividade econômica não apenas da cidade, como da própria província.
Também são cultivadas bananas e outros frutos.